# Boenasa nigrorosea
Boenasa nigrorosea är en fjärilsart som beskrevs av Walker 1864. Boenasa nigrorosea ingår i släktet Boenasa och familjen björnspinnare. Inga underarter finns listade i Catalogue of Life.